# Pelastoneurus furcifer
Pelastoneurus furcifer är en tvåvingeart som beskrevs av Friedrich Hermann Loew 1872. Pelastoneurus furcifer ingår i släktet Pelastoneurus och familjen styltflugor.
Artens utbredningsområde är Texas. Inga underarter finns listade i Catalogue of Life.